# Alejandra García

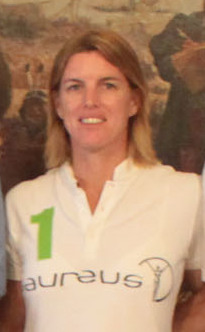
Alejandra García

Alejandra García (Alejandra García Flood; * 13. Juni 1973 in Buenos Aires) ist eine ehemalige argentinische Stabhochspringerin.
Vor der Etablierung ihrer Disziplin im Frauensport trat sie im Hochsprung, Weitsprung und im Siebenkampf an. Bei den Südamerikameisterschaften 1993 in Lima gewann sie Silber im Hochsprung und bei den Iberoamerikanischen Meisterschaften 1994 Bronze im Weitsprung. 1995 siegte sie bei den Südamerikameisterschaften in Manaus im Stabhochsprung (es war ihr zweiter Wettkampf überhaupt in dieser Disziplin) und wurde bei den Panamerikanischen Spielen in Mar del Plata Fünfte im Siebenkampf. Im Jahr darauf holte sie bei den Iberoamerikanischen Meisterschaften Bronze im Hochsprung.
Nach ihrem endgültigen Wechsel zum Stabhochsprung gewann sie Silber bei den Südamerikameisterschaften 1997 in Mar del Plata und bei den Iberoamerikanischen Meisterschaften 1998.
1999 siegte sie bei den Südamerikameisterschaften in Bogotá und bei den Panamerikanischen Spielen in Winnipeg und wurde Elfte bei den Weltmeisterschaften in Sevilla.
2000 folgte einem Sieg bei den Iberoamerikanischen Meisterschaften ein Vorrundenaus bei den Olympischen Spielen in Sydney.
Im darauffolgenden Jahr verteidigte sie ihren Titel bei den Südamerikameisterschaften in Manaus, kam aber bei den Weltmeisterschaften in Edmonton nicht über die Qualifikation hinaus. 2002 siegte sie erneut bei den Iberoamerikanischen Meisterschaften. 2003 holte sie ihren vierten Titel bei den Südamerikameisterschaften in Barquisimeto und schied bei den Weltmeisterschaften in Paris/Saint-Denis in der Vorrunde aus.
2004 gewann sie Silber bei den Iberoamerikanischen Meisterschaften und kam bei den Olympischen Spielen in Athen auf den 13. Platz.
Einer Bronzemedaille bei den Südamerikameisterschaften 2006 in Tunja folgten im Jahr darauf Silber bei den Südamerikameisterschaften in São Paulo und ein vierter Platz bei den Panamerikanischen Spielen in Rio de Janeiro. Bei den Weltmeisterschaften 2007 in Ōsaka scheiterte sie in der Qualifikation.
2008 holte sie Bronze bei den Iberoamerikanischen Meisterschaften und schied bei den Olympischen Spielen in London in der Vorrunde aus.
2009 gewann sie Bronze bei den Südamerikameisterschaften in Lima, und 2011 wurde sie Sechste bei den Panamerikanischen Spielen in Guadalajara.
Vierzehnmal wurde sie Argentinische Meisterin im Stabhochsprung (1995–2006, 2010, 2011). Außerdem wurde sie je zweimal nationale Meisterin im Hochsprung (1992, 1996), im Weitsprung (1995, 1996) und im 100-Meter-Hürdenlauf (1995, 1996).

## Persönliche Bestleistungen
- 100 m: 12,28 s, 1. April 2000, Buenos Aires
- 200 m: 25,82 s, 27. Mai 1995, Manaus
- 100 m Hürden: 13,84 s, 20. April 1996, Buenos Aires
- Hochsprung: 1,87 m, 21. April 1996, Buenos Aires
- Stabhochsprung: 4,43 m, 3. April 2004, Santa Fe (argentinischer Rekord)
  - Halle: 4,25 m, 6. Oktober 2004, Santa Fe (argentinischer Rekord)
- Weitsprung: 6,19 m, 18. November 1995, Mar del Plata
- Dreisprung: 12,53 m, 26. Februar 1995, Mar del Plata
- Siebenkampf: 5139 Punkte, 22. März 1995, Mar del Plata